# Прапори жупаній Хорватії
Хорватія поділяється на 21 округ або жупанію (хорв. županija, županije), кожен з яких має офіційний прапор.

## Список

Загреб
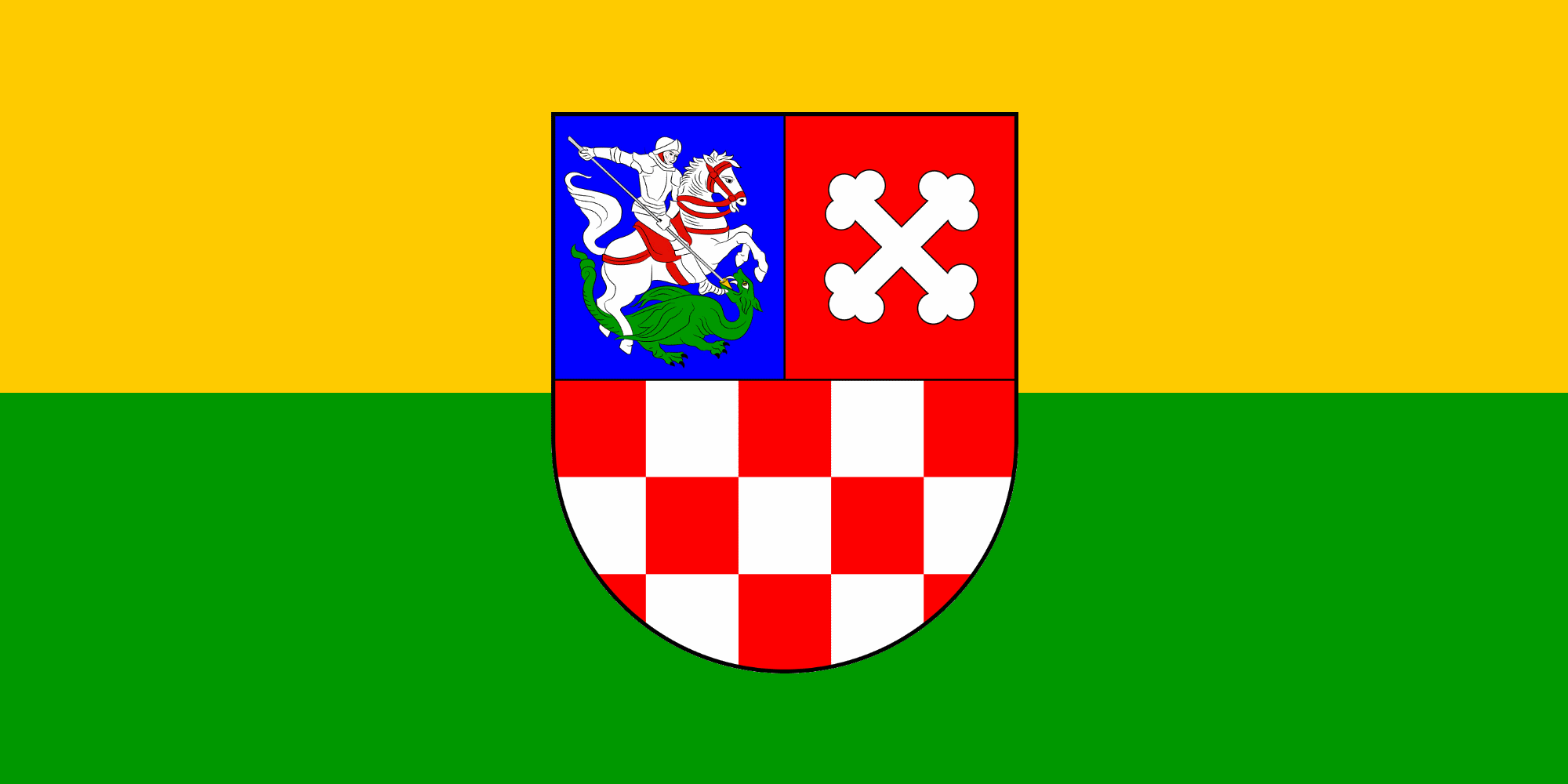
Беловарсько-Білогорська жупанія
Бродсько-Посавська жупанія
Вараждинська жупанія
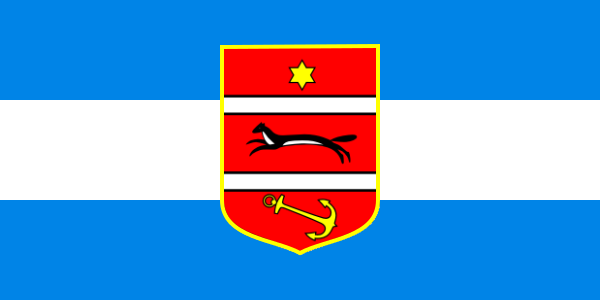
Вировитицько-Подравська жупанія
Вуковарсько-Сремська жупанія
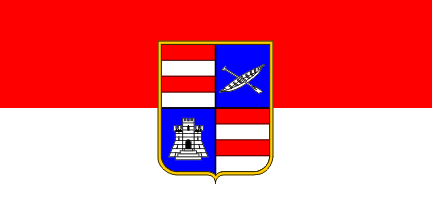
Дубровницько-Неретванська жупанія
Загребська жупанія
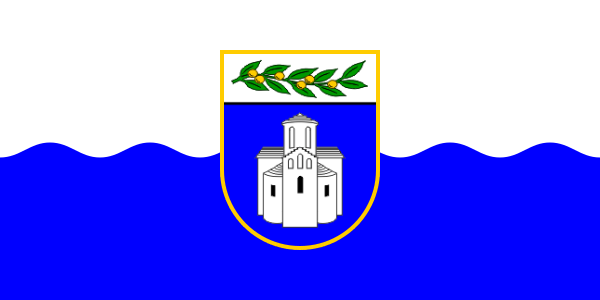
Задарська жупанія
Істрійська жупанія
Карловацька жупанія
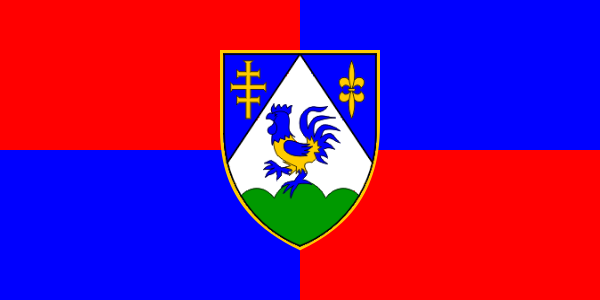
Копривницько-Крижевецька жупанія
Крапинсько-Загорська жупанія
Ліцько-Сенська жупанія
Меджимурська жупанія
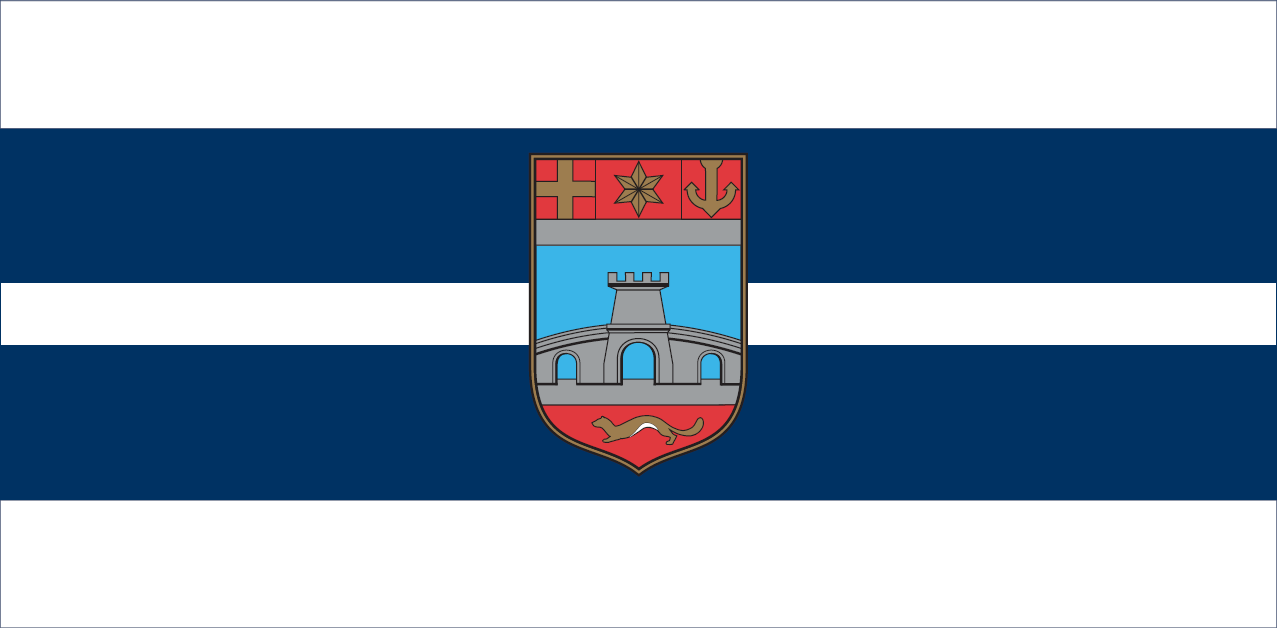
Осієцько-Баранська жупанія
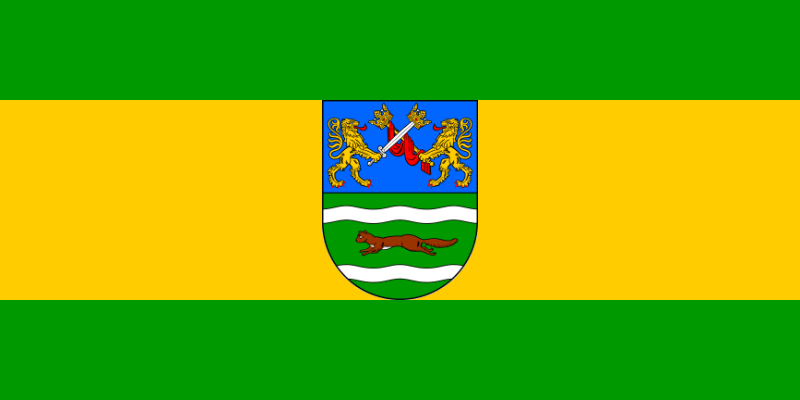
Пожезько-Славонська жупанія
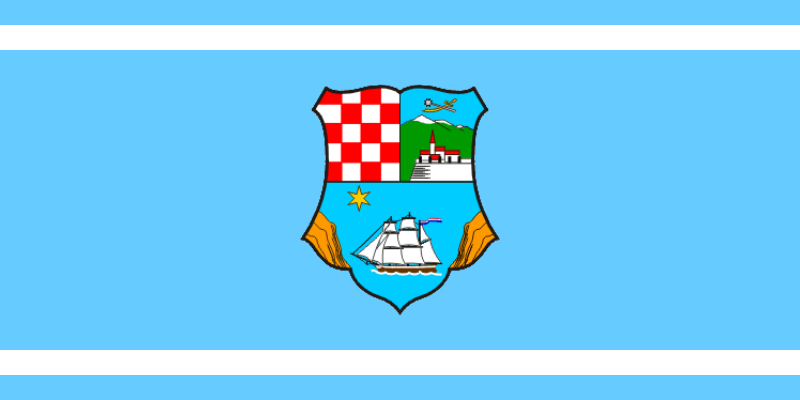
Приморсько-Ґоранська жупанія
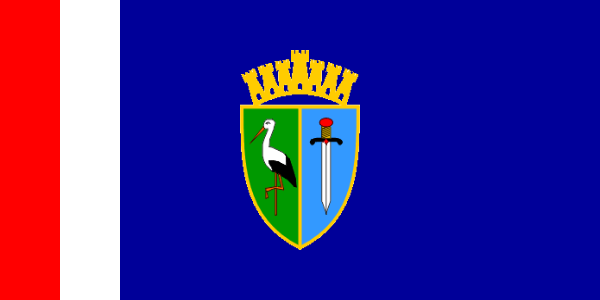
Сисацько-Мославинська жупанія
Сплітсько-Далматинська жупанія
Шибеницько-Книнська жупанія